# Sabrina Pignedoli
Sabrina Pignedoli (ur. 24 października 1983 w Castelnovo ne’ Monti) – włoska dziennikarka i polityk, posłanka do Parlamentu Europejskiego IX kadencji.

## Życiorys
Absolwentka studiów z zakresu wiedzy o muzyce i sztuce na Uniwersytecie Bolońskim, a także ekonomii i prawa międzynarodowego na Università degli Studi di Modena e Reggio Emilia. Kształciła się także w Bolonii w zakresie dziennikarstwa, w 2009 została profesjonalną dziennikarką. Podjęła pracę w gazecie „il Resto del Carlino” w Reggio Emilia, a także współpracę z agencją prasową ANSA. Specjalizowała się w tematyce dotyczącej przestępczości i postępowań sądowych. Od 2010 autorka tekstów dotyczących działalności organizacji mafijnych, w tym w regionie Emilia-Romania. W 2015 opublikowała książkę Operazione Aemilia: Come una cosca di ’Ndrangheta si è insediata al Nord.
W kwietniu 2019 otrzymała pierwsze miejsce na jednej z list regionalnych Ruchu Pięciu Gwiazd w wyborach europejskich. W wyniku głosowania z maja tegoż roku uzyskała mandat eurodeputowanej IX kadencji.